# Wolfgang Zenker (Offizier)

Wolfgang Zenker

Richard Otto Wolfgang Zenker (* 11. August 1898 in Leipzig; † 8. November 1918 in Kiel-Wik) war ein deutscher Offizier zur See.

## Leben

### Familie
Wolfgang Zenker entstammte einer angesehenen Leipziger Familie. Sein Urgroßvater war der Kaufmann und Stadtrat Ludwig Zenker (1797–1842), sein Großvater, Oskar Zenker (1837–1895), war langjähriger stellvertretender Vorsitzender der Leipziger Stadtverordneten. Sein Vater, der Kaufmann Paul Zenker (1867–1933), hatte 1896 Helene Dumas (1875–1946) geheiratet, die mütterlicherseits der Leipziger Bankiersfamilie von Küstner entstammte. Sein Onkel war der Maler Georg Zenker.

### Ausbildung
Wolfgang wuchs mit seinem älteren Bruder Rudolf (1897–1939) und dem jüngeren Bruder Theodor (1906–1975) in Leipzig auf. Nach dem Besuch der 2. höheren Bürgerschule wechselte er auf das König-Albert-Gymnasium, an dem er am 4. Juli 1916 als Oberprimaner das Notabitur bestand.
Der musisch begabte Schüler trat 1916 als Seekadett in die Kaiserliche Marine ein.
Nach Ableistung der militärischen Grundausbildung in Kiel und auf dem Schulschiff Freya wurde er auf die König kommandiert. Im April 1917 wurde er zum Fähnrich ernannt. Für seine Teilnahme am Unternehmen Albion im Oktober 1917 wurde er mit dem Eisernen Kreuz II. Klasse ausgezeichnet.
Im Juli 1918 nahm Zenker an einem Navigations-Kurs im Marinestützpunkt Mürwik teil. Aufgrund der erfolgreich bestandenen Offiziersprüfung erhielt er Anfang Oktober 1918 seine Beförderung zum Leutnant zur See.

### Tod
Nach bestandenem Offiziersexamen trat Zenker einen dreiwöchigen Heimaturlaub an. Ende Oktober kehrte er in Erwartung eines Kommandos zur Teilnahme an einem U-Boot-Instruktionskurs auf sein Schiff zurück, das sich seinerzeit im Kieler Hafen befand.
Während des Kieler Matrosenaufstandes war Wolfgang Zenker als wachhabender Offizier an Bord der König. Seit dem Abend des 4. November 1918 führten, mit Ausnahme der König, alle Schiffe im Kieler Hafen die rote Fahne der Aufständischen. Als am frühen Morgen des 5. November 1918 Kapitän Carl Wilhelm Weniger die Aufforderung des Arbeiter- und Soldatenrates ablehnte, die rote Fahne auf der König zu hissen, kündigte man an, diese Forderung mit Gewalt durchsetzen zu wollen. Um 7:30 Uhr erteilte der Kommandant seinen Offizieren den Befehl, die kaiserliche Kriegsflagge um 7:40 Uhr zu setzen und zu verteidigen. Wolfgang Zenker stand als wachhabender Offizier neben der Fahne. Im Hafen, auf der Werft und den umliegenden Schiffen entstand durch das Setzen der Kriegsflagge große Unruhe. Vom Land aus fielen Schüsse, von denen einer Leutnant Zenker traf, der daraufhin zusammenbrach und ins Festungslazarett Kiel-Wik verbracht wurde. Die Ärzte diagnostizierten einen Brustschuss links neben der rechten Achselhöhle, der die Lunge durchschlagen, das Rückenmark verletzt und zur Lähmung des Unterkörpers geführt hatte. Durch eine Lungenentzündung verlor Zenker am Morgen des 8. November das Bewusstsein und erlag am Mittag den Folgen seiner Verwundung. Am 21. November fand in Leipzig die Trauerfeier statt, die von einem Onkel 2. Grades, dem Konsistorialrat Walther Zenker (1864–1932), Superintendent an der Leipziger Peterskirche, geleitet wurde. Die Asche Wolfgang Zenkers wurde zu einem späteren Zeitpunkt auf dem Leipziger Südfriedhof im Familiengrab beigesetzt, das heute ein Ehrengrab der Stadt Leipzig ist.

### Nachklang
Der Tod jener durch Aufständische erschossenen Offiziere der König erregte unter den Zeitgenossen große Anteilnahme. Auch der Arbeiter- und Soldatenrat verurteilte das Blutvergießen und brachte sein Bedauern über den Tod der jungen Offiziere zum Ausdruck. Zenkers Familie setzte dem früh verstorbenen Sohn mit einem privat in Auftrag gegebenen Gedächtnisband ein Denkmal. 1937 veröffentlichte der Rechtsanwalt Rudolf Hintze eine Biografie über Wolfgang Zenker. Im selben Jahr wurde dem deutschen Zerstörer Z 9 der Name Wolfgang Zenker beigefügt. Ein zweiter Zerstörer erhielt den Namen des ebenfalls gefallenen Korvettenkapitäns der König Bruno Heinemann. Von 1937 bis 1947 war eine Straße in Leipzig-Schönefeld nach Wolfgang Zenker benannt.

## Galerie

Als Unterprimaner 1915
Wohnhaus der Familie Zenker
Die König
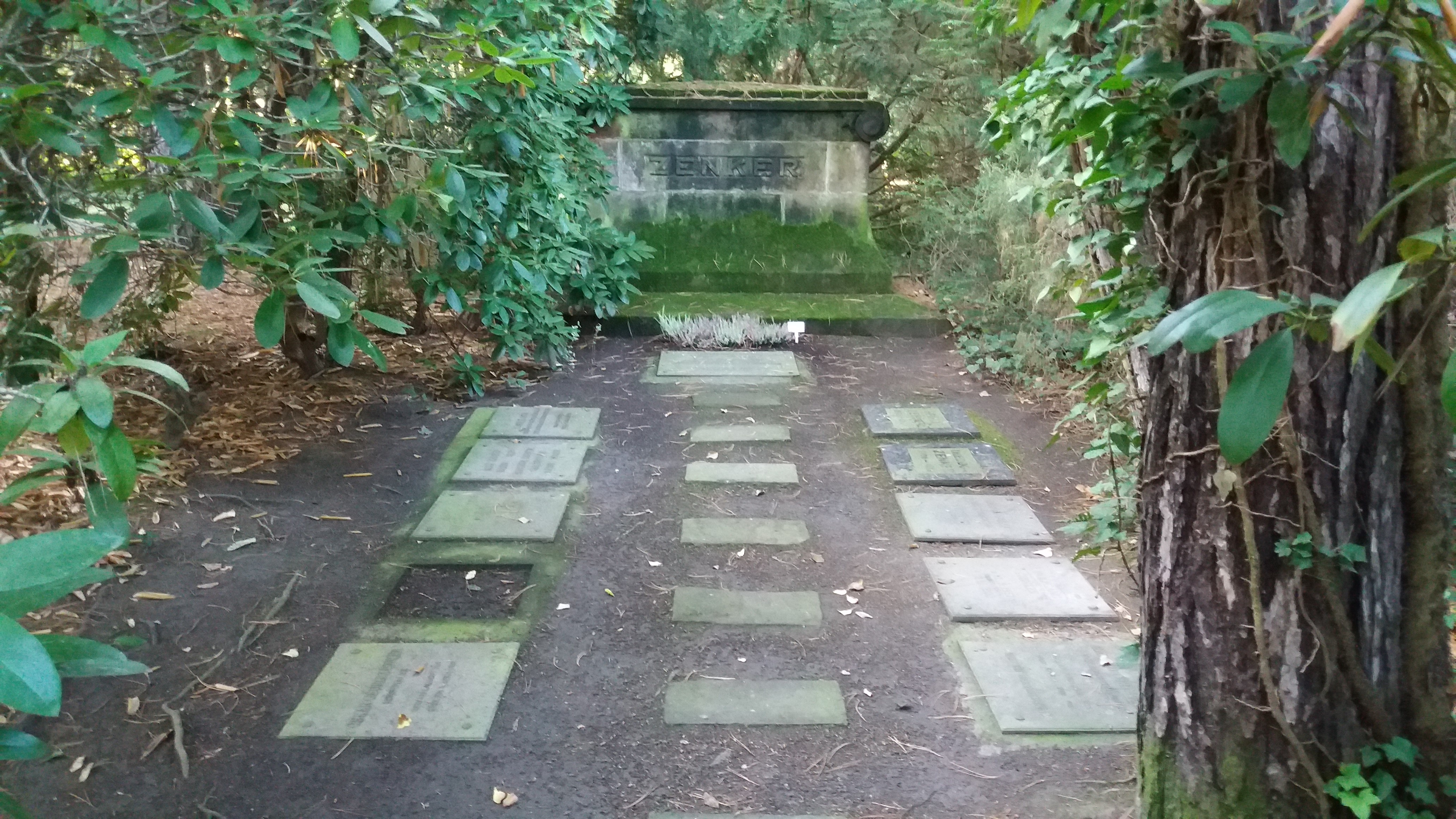
Familiengrab Zenker auf dem Südfriedhof Leipzig
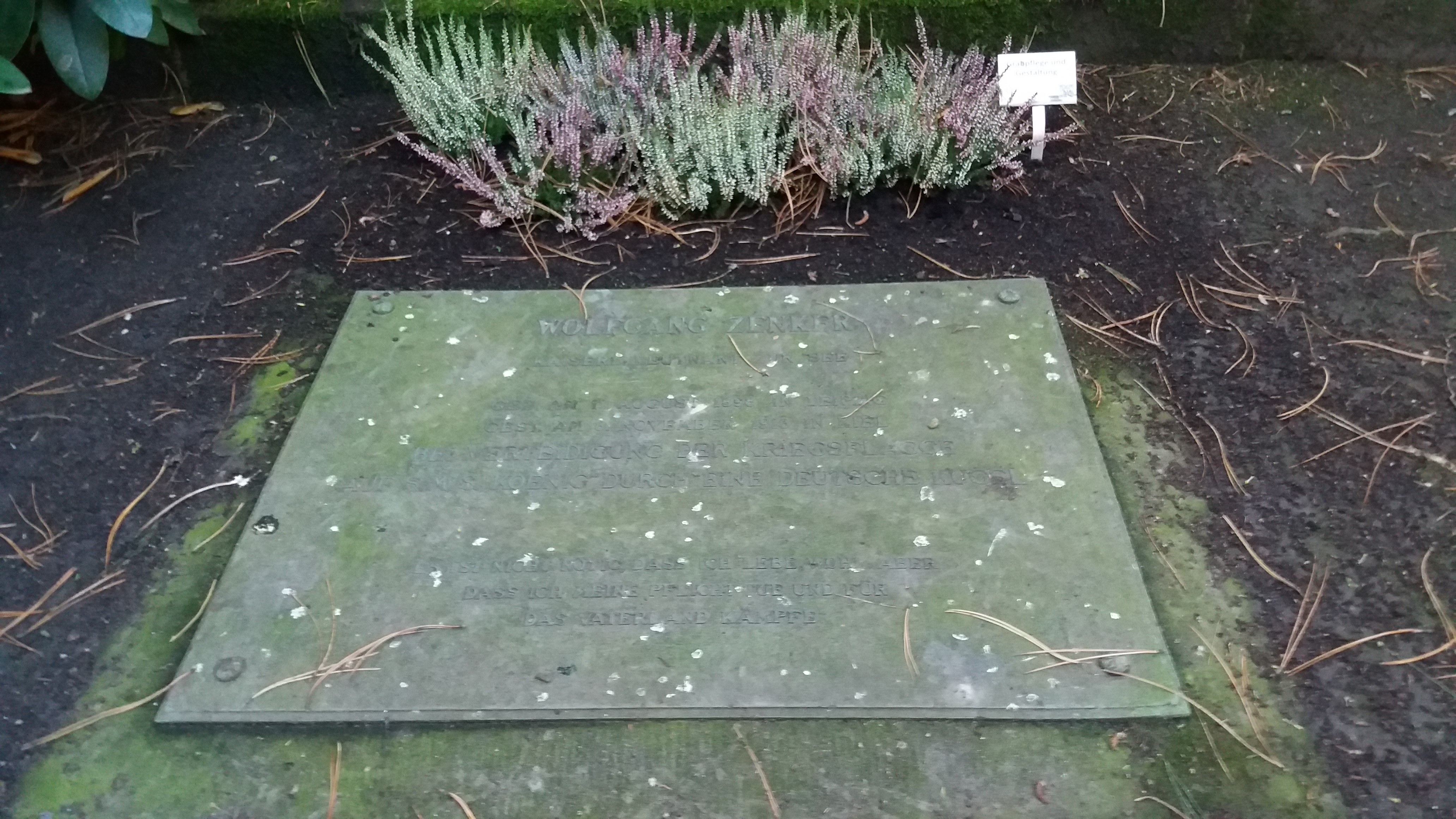
Grabplatte Wolfgang Zenker